# Поляни (Кременецький район)
Поля́ни — село в Україні, у Вишнівецькій селищній громаді Кременецького району Тернопільської області. 
Розташоване на правому березі р. Горинь (права притока Прип'яті, басейн Дніпра), в центрі району за 19 км від найближчої залізничної станції Карначівка. Географічні координати — 49° 52’ північної широти і 25° 40’ східної довготи. Територія — 1,02 км².

## Адміністративний устрій
У першій половині XVII ст. село — власність Яреми Вишневецького.
Протягом 1934—1939 років Поляни належали до ґміни Вишнівець.
У 1940—1950-х роках — хутір Бутинської сільської ради.
У 1950-х роках хутір переведений у статус села.
До 2015 року село підпорядковувалося Старовишнівецькій сільській раді. Від вересня 2015 року ввійшло у склад Вишнівецької селищної громади.
12 червня 2020 року, відповідно до Розпорядження Кабінету Міністрів України від  № 724-р «Про визначення адміністративних центрів та затвердження територій територіальних громад Тернопільської області», село увійшло до складу Вишнівецької селищної громади.
19 липня 2020 року, в результаті адміністративно-територіальної реформи та ліквідації Збаразького району, село увійшло до складу новоутвореного Кременецького району.

## Історія
Назва походить, ймовірно, від місця розташування — на лісових полянах. За легендою, поселення заснувало слов'янське плем'я полян.
Відоме від кінця XVI століття. 
1764 р. згадане у скарзі судді Т. Прейсової на непомірний податок для селян. У 1860-х рр. село захопила пошесть холери. Наприкінці XIX ст. функціонували фільварок і корчма.
Під час німецько-радянської війни в Червоній армії загинули або пропали безвісти 11 осіб. Наприкінці квітня 1944 року в Мишковецькому лісі (с. Мишківці, нині Збаразького району) в УПА загинули уродженці села: М. Жила, О. Стецюк, М. Цимбровський, Г. Якубовський (поховані у спільній могилі біля церкви с. Мишківці).
У 1959 році виявили і перепоховали жертв польсько-українського протистояння.

## Релігія
Є мурована каплиця з «фігурою».
Віряни УПЦ КП ходять на богослужіння до церкви Архістратига Михаїла в Бутині.

## Господарство
У грудні 1948 р. створено колгосп, згодом укрупнений; у 1990-х розпайований. Нині земельні паї орендують ПАП «Добрий самарянин» і ТзОВ «Лендком UA».

## Населення
У 1935 році в селі було 53 двори, у лютому 1952 — 51 будинок, у 2014 — 36.
| Чисельність населення, осіб | Чисельність населення, осіб | Чисельність населення, осіб | Чисельність населення, осіб | Чисельність населення, осіб | Чисельність населення, осіб | Чисельність населення, осіб | Чисельність населення, осіб | Чисельність населення, осіб | Чисельність населення, осіб | Чисельність населення, осіб | Чисельність населення, осіб | Чисельність населення, осіб | Чисельність населення, осіб | Чисельність населення, осіб |
| 1900                        | 1921                        | 1931                        | 1935                        | 1952                        | 1959                        | 1970                        | 1979                        | 1989                        | 2001                        | 2007                        | 2011                        | 2013                        | 2014                        | 2015                        |
| --------------------------- | --------------------------- | --------------------------- | --------------------------- | --------------------------- | --------------------------- | --------------------------- | --------------------------- | --------------------------- | --------------------------- | --------------------------- | --------------------------- | --------------------------- | --------------------------- | --------------------------- |
|                             |                             |                             | 277                         | 245                         |                             |                             |                             |                             |                             | 115                         |                             |                             | 123                         | 125                         |

## Галерея

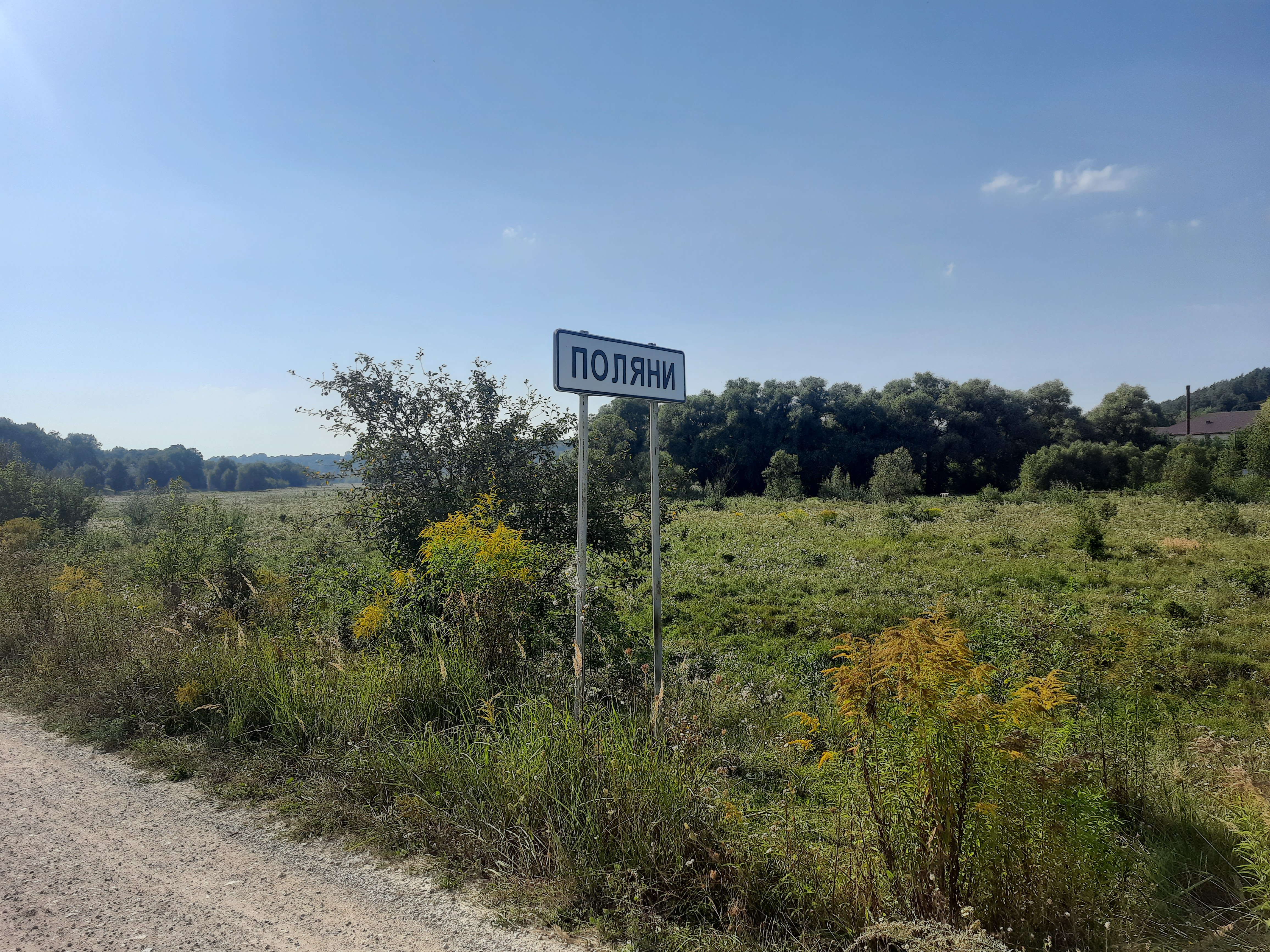
Дорожній знак при в'їзді в село
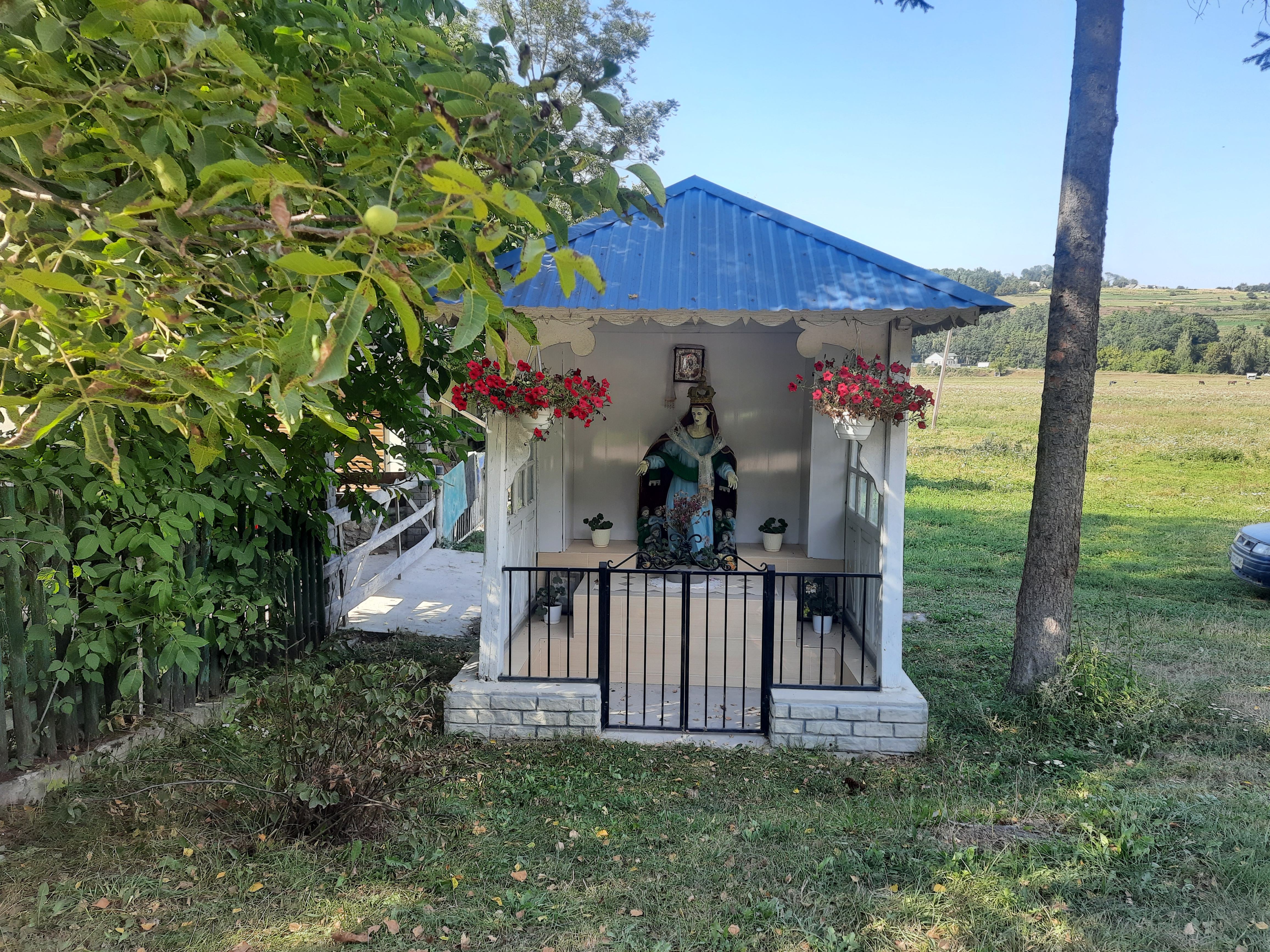
Каплиця
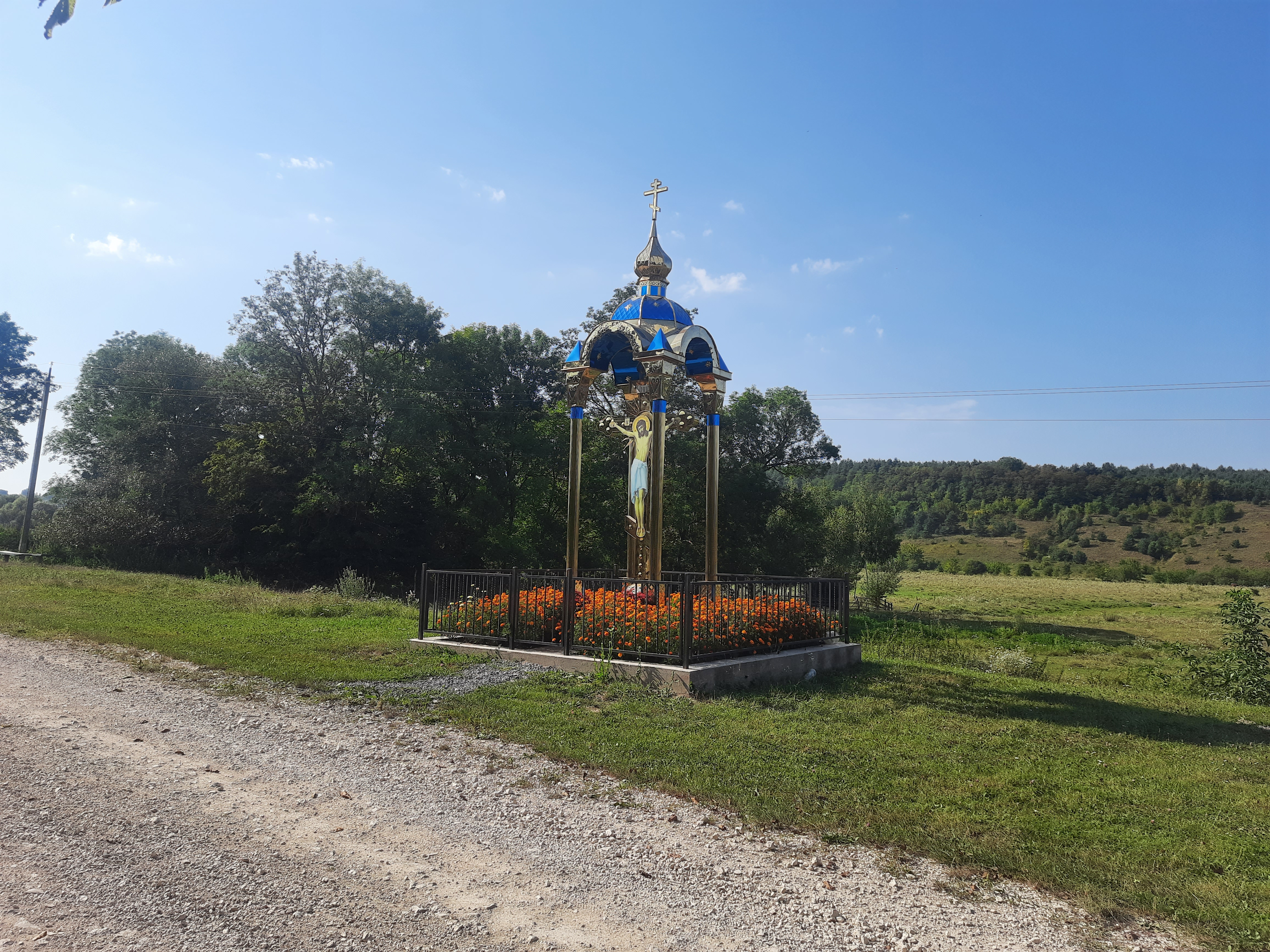
Пам'ятний хрест
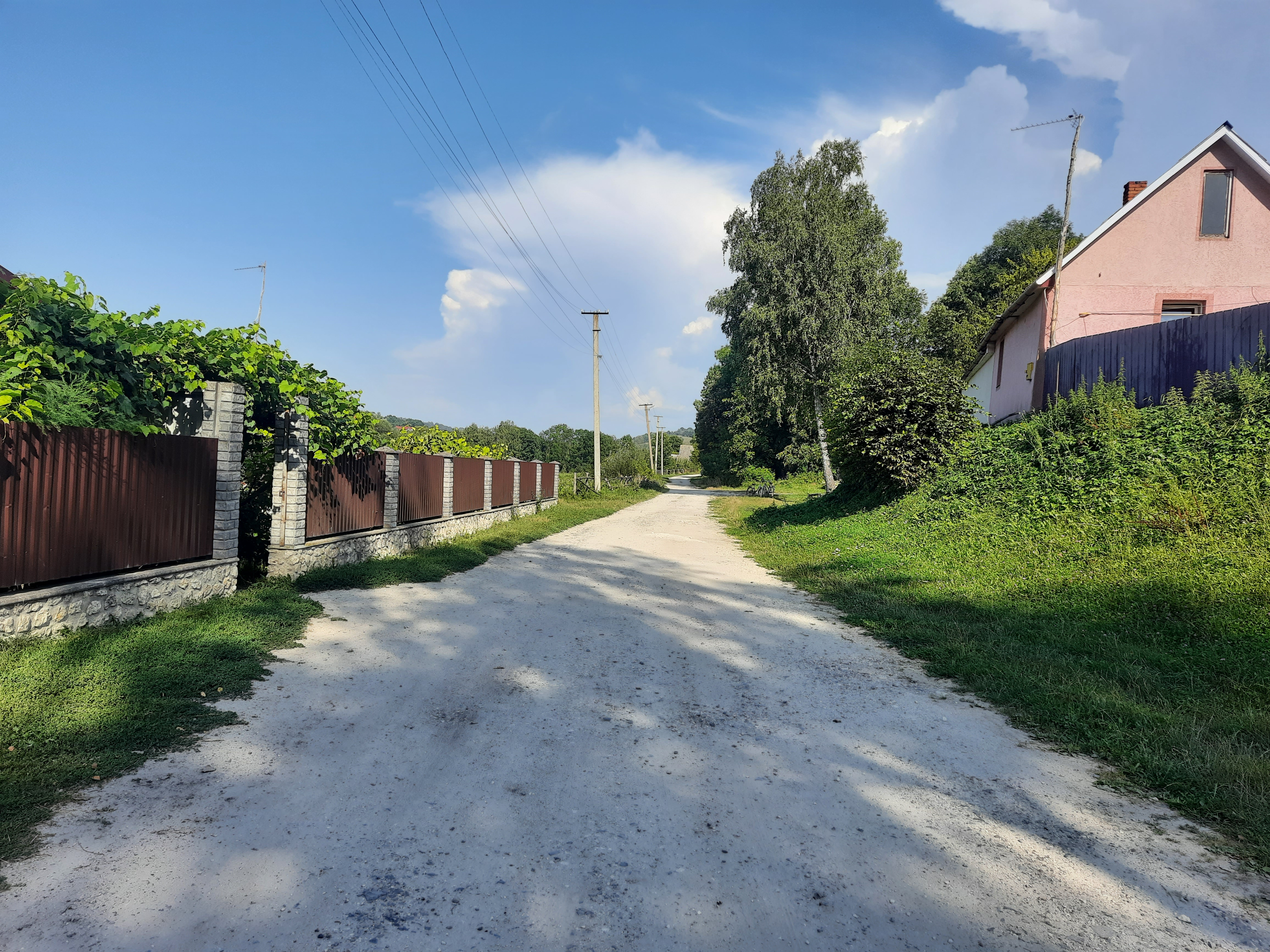
Сільська вулиця
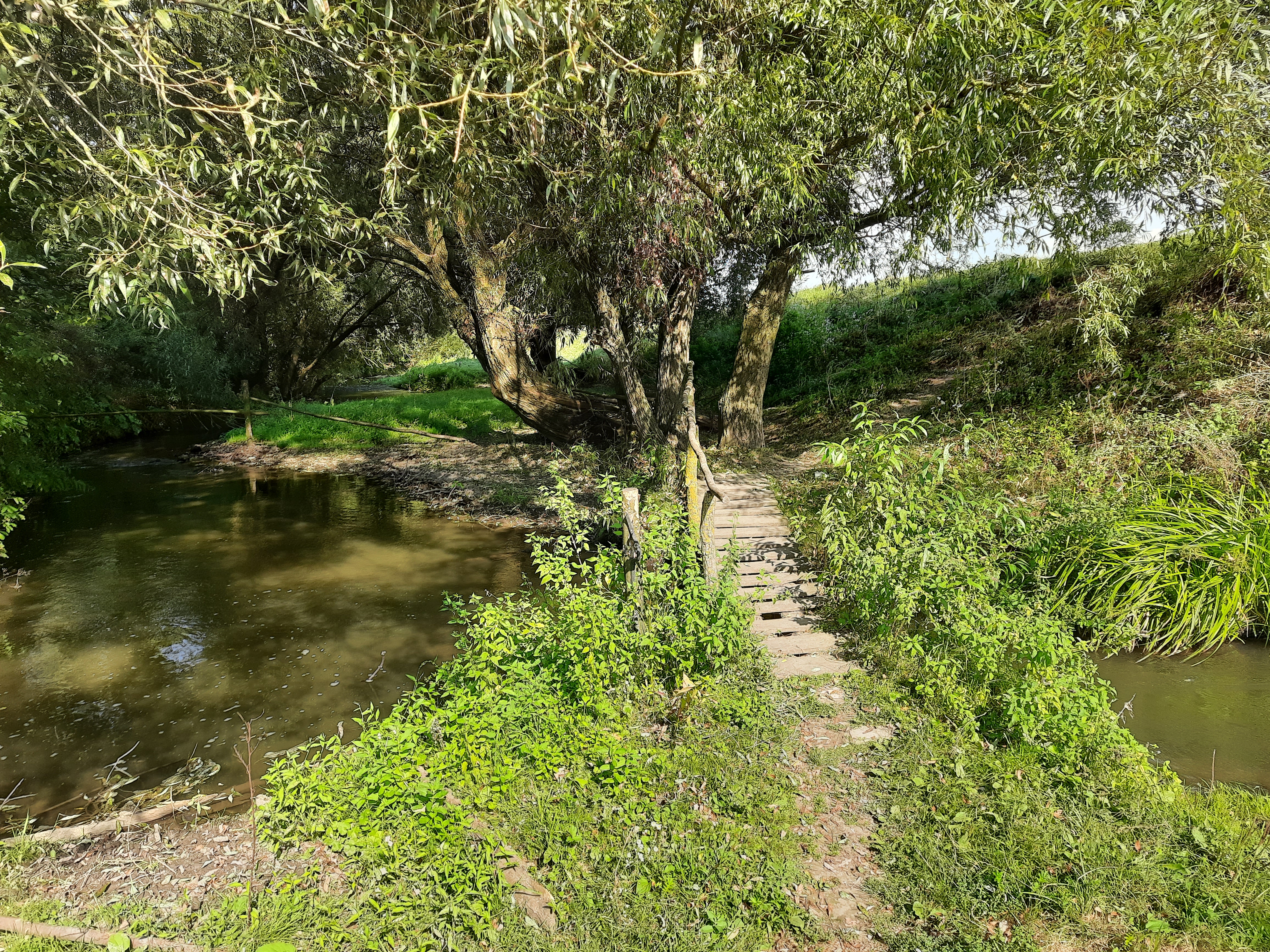
міні